# Грейт-Фоллс (озеро)

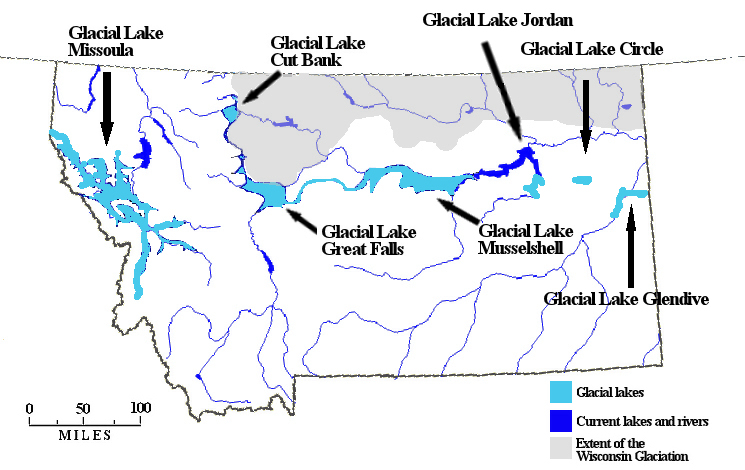
Мапа Монтани показує озеро Грейт-Фоллс

47°30′13″ пн. ш. 111°17′11″ зх. д. / 47.50361° пн. ш. 111.28639° зх. д.
Озеро Грейт-Фоллс — доісторичне прильодовикове озеро, що існувало на терені сучасної центральної Монтани, США 15 - 11 Кілороків до Р.Х. з центром у сучасному місті Грейт-Фоллс, Монтана, озеро Грейт-Фоллс простягалось на північ до Кат-Бенк, і на південь до Голтерівської греблі. На місці сьогоденного Грейт-Фоллс, льодовикове озеро мало до 183 м завглибшки
Приблизно 1,5 Ma, річки Міссурі, Єллоустон і Масселшелл прямували на північ у безстічне озеро Під час останнього льодовикового періоду, Лаврентійський і Кордильєрський льодовикові щити, знищили це озеро і річки попрямували на південь У період з 15 - 11 Кілороків до Р.Х., Лаврентійський льодовиковий щит перекрив річку Міссурі, що утворила льодовикове озеро Грейт-Фоллс.
Близько 13 кілороків до Р.Х., відбувся катастрофічний прорив льодовикового озера через що  озеро спорожніло тала вода переплеснула через гори Хайвуд і еродувала сто миль завдовжки, 150 м завглибшки утворивши Шонкін-Саг — один з найвідоміших доісторичних каналів талих вод у світі